# Hermann Stehr (Bildhauer)
Hermann Stehr (* 20. Dezember 1937 in Uetersen; † 2. August 1993 in Mexiko-Stadt) war ein deutscher Bildhauer und Maler.

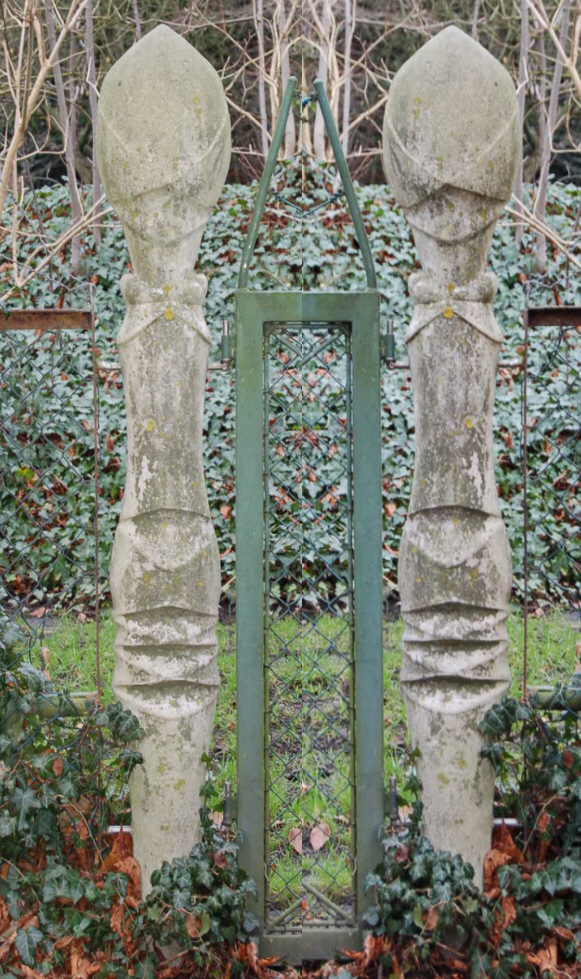
Stelen von Hermann Stehr

## Leben
Hermann Stehr wurde 1937 in Uetersen in der Nähe des Klosters geboren und lebte bis 1989 in seiner Heimatstadt. Er studierte in den 1960er Jahren an der HfbK in Hamburg bei Gustav Seitz und Walter Arno und entwickelte sich zu einem der bedeutendsten Künstler Schleswig-Holsteins. Seine Werke sind an vielen Orten im Lande zu finden, an öffentlichen Gebäuden als Kunst am Bau, in Museen und privaten Sammlungen. In Uetersen, seiner Heimatstadt, sind einige Skulpturen von ihm zu finden, eine davon auf dem Hof des Ludwig-Meyn-Gymnasiums. Ein weiteres bekanntes Kunstobjekt befindet sich in Oststeinbek an einer 1985 erbauten Turnhalle. Es zeigt drei realistisch dargestellte Sportlergruppen, Ringe- und Schwebebalkenturner sowie Volleyballspieler. Drei Künstler hatten sich im Rahmen einer Ausschreibung „Kunst im öffentlichen Raum“ am Wettbewerb beteiligt. Die Bevölkerung hatte sich zu 80 Prozent für die Arbeit Hermann Stehrs entschieden.
Neben dem Thema Mensch beschäftigte er sich fast ausschließlich mit der in der Natur vorkommenden Formenwelt. Ulrich Gertz, Professor für Kunstgeschichte der Fachhochschule Wiesbaden, beschrieb 1988 Stehrs Werke wie folgt: „Die Kunst von Hermann Stehr halte die Waage zwischen Abstraktion und Gegenständlichkeit. Der Natur habe er sich nirgends entzogen, aus ihr feile er deren besondere Formsprache heraus, seine Werke sprechen diese Sprache.“
Stehr schuf zahlreiche Plastiken, Brunnen und Reliefs. Sie sind vor allem in Norddeutschland zu finden.
1989 verließ Stehr Deutschland und wanderte nach Mexiko aus. „Er erlebte und ermalte Mexiko wie im Rausch. In den wenigen verbleibenden Jahren wurde endgültig aus dem Bildhauer auch der Maler Hermann Stehr. Nur in seiner Heimat hat’s keiner gemerkt, weder die Wandlung zum  Maler im Farbrausch, noch dass er Erfolg hatte“, so der Künstler Prof. Erhard Göttlicher anlässlich einer Ausstellung mit Arbeiten aus Mexiko, die 1995 und 1996 in Elmshorn, Pinneberg und Kiel gezeigt wurden.
Hermann Stehr starb am 2. August 1993 in Mexiko-Stadt an einem Krebsleiden. Er wurde  56 Jahre alt.
Nach Hermann Stehrs Tod wurde in seiner Werkstatt in Uetersen jungen Künstlern eine Arbeitsmöglichkeit gegeben, die von der Stadt Uetersen und dem Kreis Pinneberg über das Hermann-Stehr-Stipendium gefördert wurde.

## Galerie

Arbeiten von Hermann Stehr im öffentlichen Raum
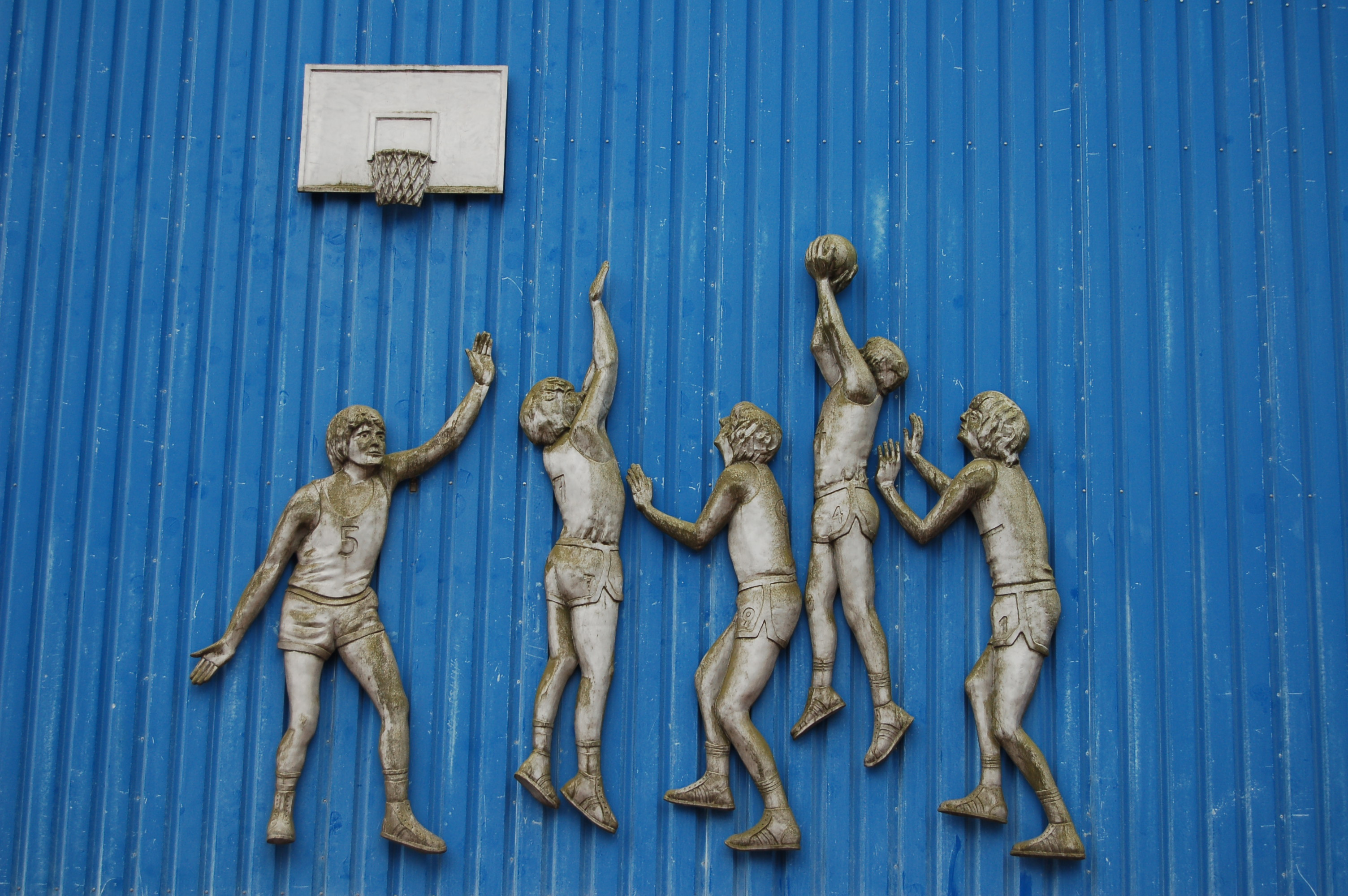
Aluminiumrelief von Hermann Stehr an einer Turnhalle in Tornesch
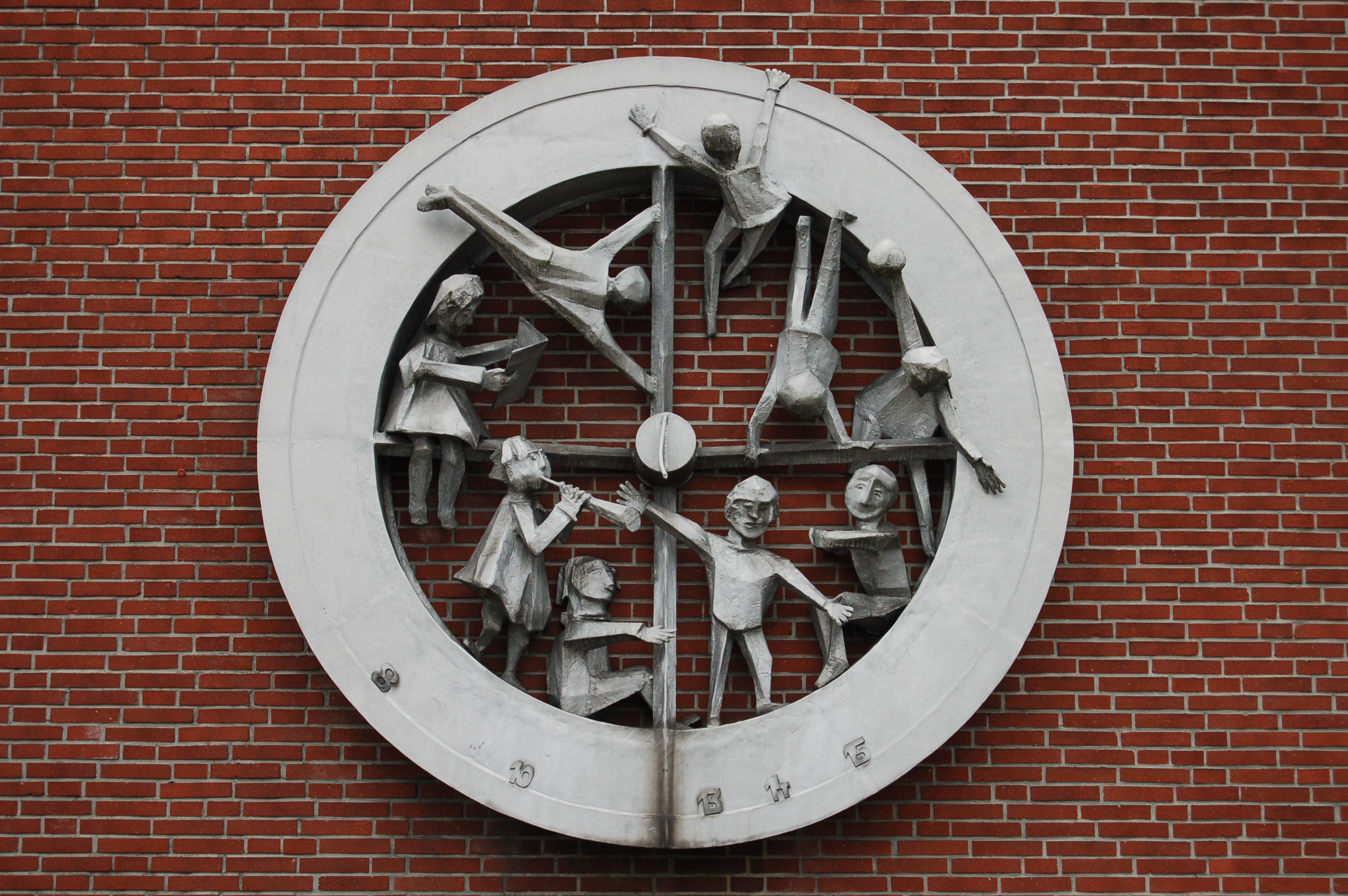
Ein weiteres Aluminiumrelief in Tornesch
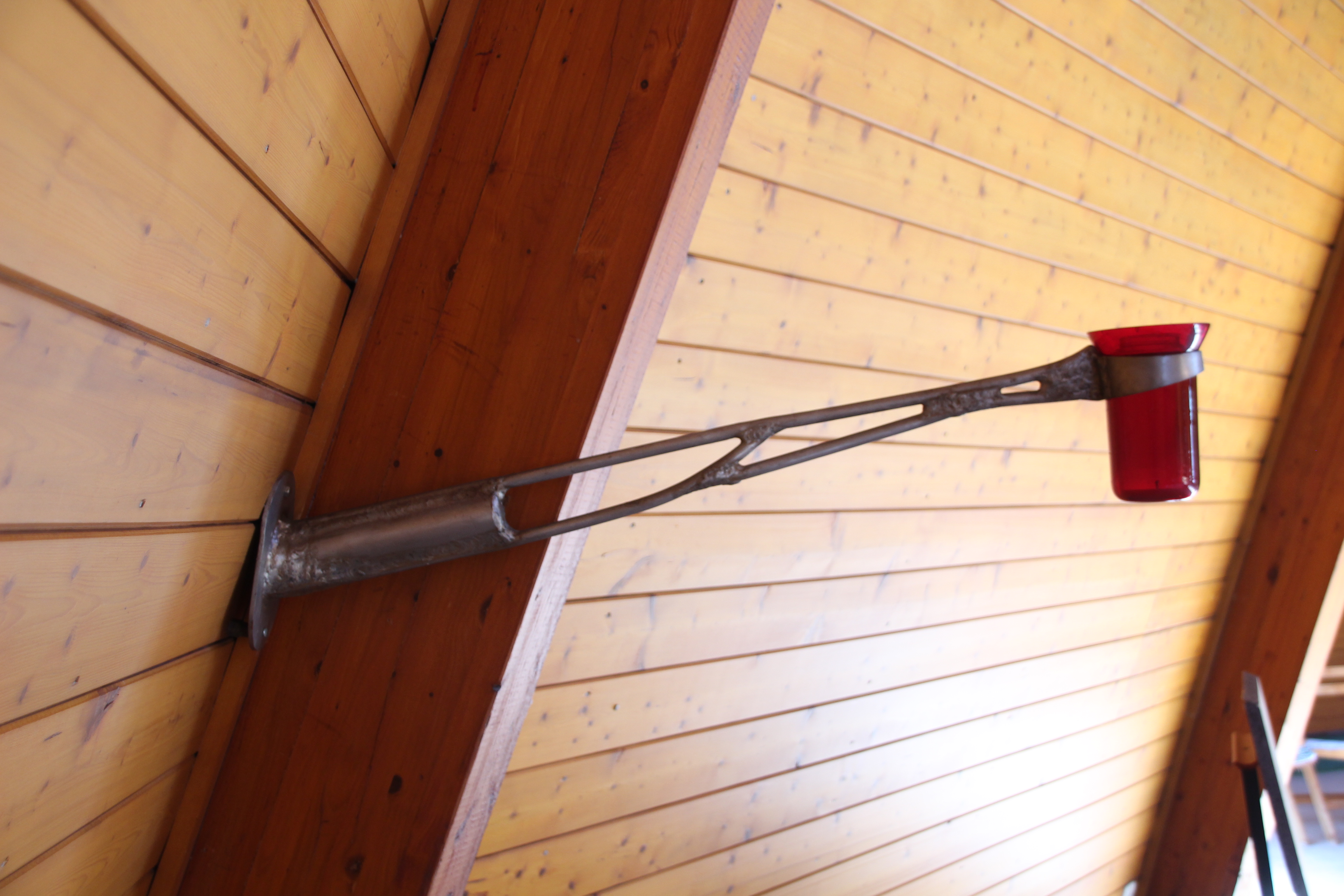
Träger für das ewige Licht für St. Peter in Spiekeroog
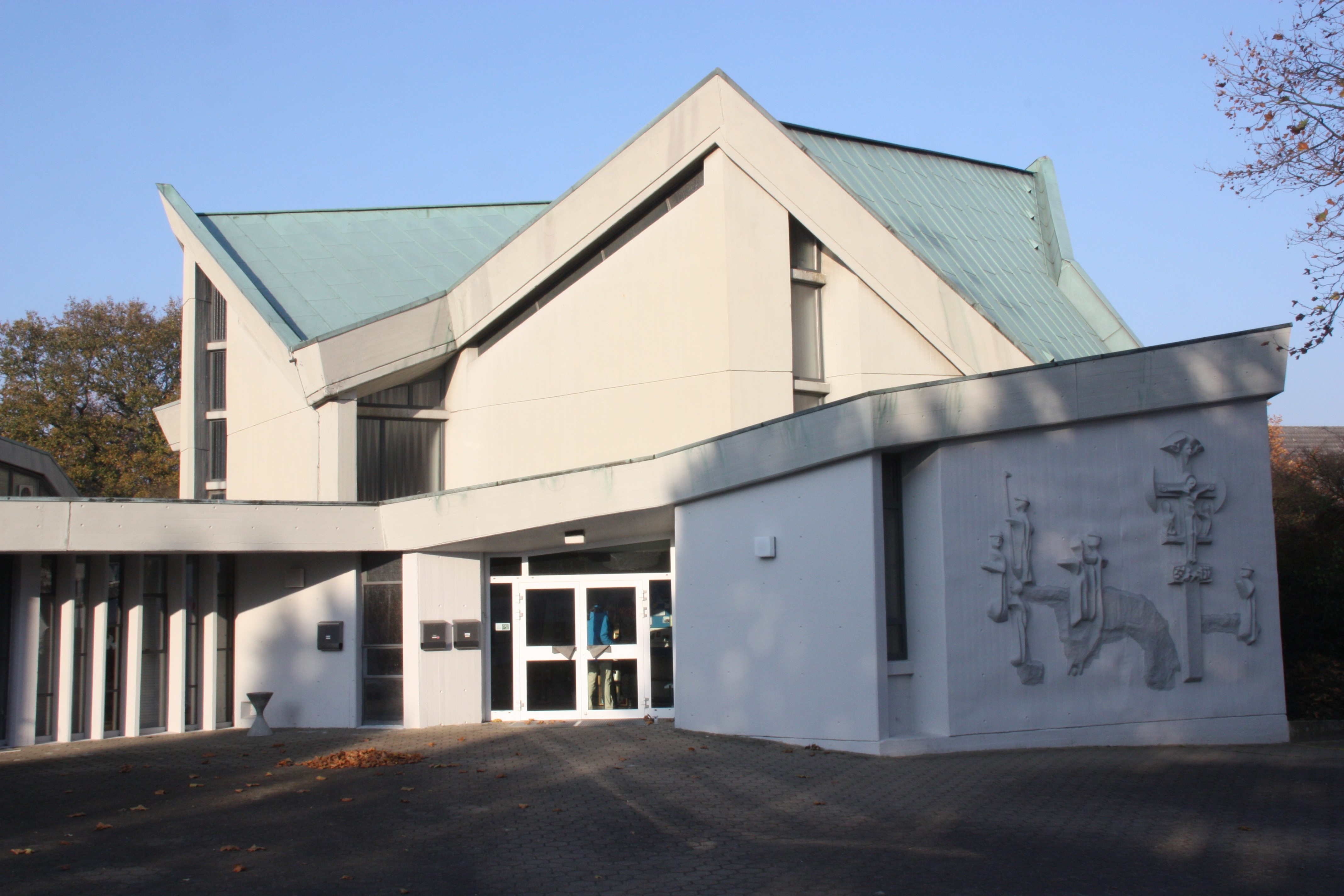
Relief Pilgerfahrt an der St. Jakobus in Hamburg-Lurup

## Ausstellungen
- 1988: Museum Langes-Tannen, Uetersen, Arbeiten aus drei Jahrzehnten, Skulpturen, Zeichnungen, Modelle, Werkfotos[4]

Auch nach Hermann Stehrs Tod fanden Ausstellungen seiner Arbeiten statt, so 1995 in Mexiko und 1996 in Elmshorn, Pinneberg und Kiel.

## Werke (Auszug)
- Altar und Taufstein der Johanneskirche in Empelde, 1964
- Altar, Kreuz, Lesepult, Leuchter, Weihwasserbecken, Beleuchtung von St. Peter (Spiekeroog), 1969/70
- Jacobsmuschel und Relief Pilgerfahrt an der Außenfassade der St. Jakobus in Hamburg-Lurup, 1971[5]
- Windspielobjekt vor dem Schulzentrum in Norderstedt, 1979[6]
- Stele in der Universität Kiel, 1979[7]
- Ikarus 2. Fassung, Aluminiumguss, im Skulpturenpark Nortorf, 1980[8]
- Samenkapsel vor der Gemeinschaftsschule Auenland in Bad Bramstedt, 1982[9]